# Missa ad fugam
Missa ad fugam is een stijl van componeren die ontstond in de 15e eeuw. Het bestaat uit een mis waarbij alle misdelen een canon zijn.
Een voorbeeld van een Missa ad fugam is de Missa prolationum van Johannes Ockeghem waarbij de notenlengte van het in de canon gebruikte thema zich verhouden als 3:2.
Deze stijl van componeren is ontstaan tijdens de eerste generatie binnen de Franco-Vlaamse School. Andere stijlen voor het componeren van missen in die tijd zijn:
- Cantus Firmus mis (of Parafrasemis): de mis is geschreven rondom een uit het gregoriaans of (later) wereldlijke muziek geleende melodie;
- Doorgeïmiteerde mis: de misdelen hebben beurtelinge imitaties in de stemmen;
- Parodiemis: bestaande meerstemmige compositie (wereldlijk of geestelijk) wordt verwerkt in de misdelen.